# Zdeňka Veřmiřovská
Zdeňka Veřmiřovská (27. června 1913 Kopřivnice – 13. května 1997 Praha) byla česká sportovní gymnastka a olympijská vítězka z LOH 1948 v Londýně v soutěži družstev žen.
Vedoucími tohoto družstva byly Marie Provazníková a Vlasta Děkanová. Sestavu se Zdeňkou Veřmiřovskou dále tvořily Zdeňka Honsová, Miloslava Misáková, Věra Růžičková (původně náhradnice), Božena Srncová, Milena Müllerová, Olga Šilhánová, Marie Kovářová a Eliška Misáková (in memoriam).
Krátce před začátkem onemocněla kamarádka Eliška Misáková tehdy neléčitelnou dětskou obrnou a v soutěži ji nahradila Věra Růžičková. E. Misáková zemřela krátce poté, co její sestra Miloslava a její přítelkyně získaly zlato. Při slavnostním vyhlášení vítězů byla československá vlajka olemována černou stuhou. O této tragické události i o přípravách a samotném průběhu gymnastické soutěže žen na londýnské olympiádě natočil režisér Miroslav Kačor v roce 2012 dokument Zlato pro Elišku. Za vítězství sportovkyně získaly i gramorádio.
O úspěchu gymnastek se podle slov Věry Růžičkové později moc nemluvilo a nepsalo také proto, že jejich vedoucí Marie Provazníková ihned po olympiádě volila emigraci a pro komunisty tak byla zrádkyní.
V roce 110. výročí narození Zdeňky Veřmiřovské  jí 12. října 2023 v rodném městě Kopřivnici odhalili pamětní desku a jmenovali ji in memoriam čestnou občankou města. Deska je na budově zimního stadionu, stojícího v místě, kde kdysi začínala s gymnastikou.Vytvořil ji novojičínský sochař Jan Zemánek a zdobí ji reliéf gymnastky na kladině. 
„Od dětství cvičila a trénovala v Sokolu Kopřivnice a odtud se v roce 1934 kvalifikovala do sokolského družstva na první mistrovství světa v gymnastice žen, konané v Budapešti, kde v soutěži družstev zvítězilo Československo. Potom se stala členkou Sokola Vinohrady, odkud se kvalifikovala do olympijského družstva a na olympiádu v Berlíně v roce 1936. Tam získala v družstvech gymnastek stříbrnou medaili. V roce 1938 nechyběla ani na Mistrovství světa v gymnastice v Praze, kde získala stříbrnou medaili ve víceboji jednotlivkyň,“ shrnul při odhalení desky stručně sportovní dráhu Zdeňky Veřmiřovské, která vyvrcholila olympijským zlatem v roce 1948 v Londýně, její synovec Ivan Veřmiřovský.